# 1. ŽNL Bjelovarsko-bilogorska 2009./10.
Ovaj članak je podtema članka: 5. rang HNL-a 2009./10.

1. ŽNL Bjelovarsko-bilogorska u sezoni 2009./10. je predstavljala ligu prvog stupnja županijske lige u Bjelovarsko-bilogorskoj županiji, te ligu petog stupnja hrvatskog nogometnog prvenstva. 
 
Sudjelovalo je 14 klubova, a ligu je osvojio "Brestovac" iz Garešničkog Brestovca. 

## Sustav natjecanja
Četrnaest klubova je igralo dvokružnu ligu (26 kola). 

## Ljestvica
| mj. | klub                             | ut. | pob. | ner. | por. | gol+ | gol- | bod     |
| --- | -------------------------------- | --- | ---- | ---- | ---- | ---- | ---- | ------- |
| 1.  | Brestovac (Garešnički Brestovac) | 26  | 17   | 4    | 5    | 63   | 27   | 55      |
| 2.  | Ivanska                          | 26  | 15   | 7    | 4    | 72   | 35   | 52      |
| 3.  | Rovišće                          | 26  | 14   | 5    | 7    | 69   | 38   | 47      |
| 4.  | Omladinac Ćurlovac               | 26  | 11   | 9    | 6    | 47   | 43   | 42      |
| 5.  | Daruvar                          | 26  | 12   | 6    | 8    | 45   | 44   | 41 (-1) |
| 6.  | Čazma                            | 26  | 11   | 4    | 11   | 44   | 52   | 37      |
| 7.  | Bilogorac Veliko Trojstvo        | 26  | 10   | 5    | 11   | 46   | 39   | 35      |
| 8.  | Hajduk Hercegovac                | 26  | 10   | 5    | 11   | 49   | 48   | 35      |
| 9.  | Dinamo Predavac                  | 26  | 9    | 7    | 10   | 34   | 37   | 34      |
| 10. | Bilo Velika Pisanica             | 26  | 8    | 6    | 12   | 41   | 45   | 30      |
| 11. | Lasta Gudovac                    | 26  | 7    | 5    | 14   | 38   | 47   | 26      |
| 12. | Sloga Bjelovar                   | 26  | 6    | 8    | 12   | 34   | 52   | 26      |
| 13. | BŠK Brezovac                     | 26  | 7    | 2    | 17   | 27   | 67   | 23      |
| 14. | Mladost Daruvarski Brestovac     | 26  | 6    | 5    | 15   | 33   | 68   | 23      |

## Rezultatska križaljka
| kratica | klub                             | BILO | BILOG | BRE | BŠK | ČAZ | DAR | DIN | HAJ | IVA | LAS | MLA | OML | ROV | SLO |
| --- | -------------------------------- | ---- | ----- | --- | --- | --- | --- | --- | --- | --- | --- | --- | --- | --- | --- |
| BILO | Bilo Velika Pisanica             |      |       |     |     |     |     |     |     |     |     |     |     |     |     |
| BILOG | Bilogorac Veliko Trojstvo        |      |       |     |     |     |     |     |     |     |     |     |     |     |     |
| BRE | Brestovac (Garešnički Brestovac) |      |       |     |     |     |     |     |     |     |     |     |     |     |     |
| BŠK | BŠK Brezovac                     |      |       |     |     |     |     |     |     |     |     |     |     |     |     |
| ČAZ | Čazma                            |      |       |     |     |     |     |     |     |     |     |     |     |     |     |
| DAR | Daruvar                          |      |       |     |     |     |     |     |     |     |     |     |     |     |     |
| DIN | Dinamo Predavac                  |      |       |     |     |     |     |     |     |     |     |     |     |     |     |
| HAJ | Hajduk Hercegovac                |      |       |     |     |     |     |     |     |     |     |     |     |     |     |
| IVA | Ivanska                          |      |       |     |     |     |     |     |     |     |     |     |     |     |     |
| LAS | Lasta Gudovac                    |      |       |     |     |     |     |     |     |     |     |     |     |     |     |
| MLA | Mladost Daruvarski Brestovac     |      |       |     |     |     |     |     |     |     |     |     |     |     |     |
| OML | Omladinac Ćurlovac               |      |       |     |     |     |     |     |     |     |     |     |     |     |     |
| ROV | Rovišće                          |      |       |     |     |     |     |     |     |     |     |     |     |     |     |
| SLO | Sloga Bjelovar                   |      |       |     |     |     |     |     |     |     |     |     |     |     |     |
| |                                  |      |       |     |     |     |     |     |     |     |     |     |     |     |     |
| podebljan rezultat - utakmice od 1. do 13. kola (1. utakmica između klubova) rezultat normalne debljine - utakmice od 14. do 26. kola (2. utakmica između klubova) rezultat nakošen - nije vidljiv redoslijed odigravanja međusobnih utakmica iz dostupnih izvora rezultat smanjen * - iz dostupnih izvora nije uočljiv domaćin susreta prekrižen rezultat - poništena ili brisana utakmica p - utakmica prekinuta 3:0 p.f. / 0:3 p.f. - rezultat 3:0 bez borbe n.i. - nije igrano |                                  |      |       |     |     |     |     |     |     |     |     |     |     |     |     |

 Izvori: 

## Vanjske poveznice
- nsbbz.hr, Nogometni savez Bjelovarsko-bilogorske županije